# Pushán
Pushán es una deidad solar en el Rig-veda (1200-900 a. C.), y ―posteriormente― uno de los Aditiás (hijos de Aditi).
En los himnos védicos se lo considera un psicopompo, encargado de conducir al otro mundo a las almas de los muertos.
Es el dios de las reuniones, responsable de los matrimonios, viajes, uniones de caminos, y la alimentación del ganado.
Protegía a los nómades arios de bandidos y bestias salvajes, y protegía a los hombres de ser explotados por otros hombres.
Era una guía de apoyo, uno de los pocos dioses «buenos»: a los que le adoraran mediante rituales védicos los llevaba hacia los mejores pastos.
Pushán lleva una lanza de oro, símbolo de actividad.

## Etimología
- pūṣan, en el sistema AITS (alfabeto internacional para la transliteración del sánscrito).
- पूषन्, en escritura devanagari del sánscrito.
- Pronunciación: /pushán/.[1]
- Etimología: ‘el que hace prosperar’; que deriva del verbo sánscrito pushiati, que significa ‘hacer que prosperen’.[1]

## En el diccionario sánscrito-inglés de Monier Williams
Pushán es una deidad védica (originalmente vinculado con el sol, y por lo tanto inspector de todo lo que existe, y el conductor en viajes y en el sendero al otro mundo. A menudo era asociado con la bebida soma o con el dios de la Luna como protector del mundo. Además era considerado el guardián de ovejas, vacas y portador de prosperidad. En los textos Bráhmanas se dice que ha perdido los dientes y se alimenta de una especie de pasta líquida de cereales (como avena), por eso se le llama karambhād.
En la época posvédica (después del siglo VI a. C.) pasó a ser uno de los 12 aditiás (hijos de Aditi) y regente del naksatra Revati (también llamada Paushna).
En el Visnú-purana se le encuentra en caso dual, que representa su dúo con Ariaman.
Según el Balarama-aiana y el Kadambari, el sustantivo común pushán es un nombre del Sol como astro.
Uno de los nombres de la ciudad de Indra es Pusha Bhasa (esplendor del Sol).
Según lexicógrafos tales como Amara Simja, Jala Iudha, Jema Chandra, pushán es un nombre de la Tierra.

## Pushán en la literatura védica
Al dios Pushán se le dedican ocho himnos del Rig-veda. Algunos de estos himnos le piden que guarde el ganado y que reaparezcan las vacas perdidas. Su carro es tirado por cabras.
A veces se dice que conduce el Sol en su curso a través del cielo. Parece representar al sol como guardián de rebaños y manadas.
De acuerdo con una narración que se encuentra en el Taitiríia-sanjita, Rudra fue excluido de cierto sacrificio. Entonces él disparó una flecha con ira, que atravesó el sacrificio y le rompió los dientes a Pushán cuando intentaba comer una parte de la oblación.

## Pushán en la literatura hinduista (posvédica)
En el Ramayana, el Majábharata y los Puranas hay versiones más elaboradas de esta narración.
En los dos primeros, Rudra (o más bien Sivá, su elaborado alter ego) estaba enojado porque su suegro Daksha, el sacrificador, no lo había invitado. Shivá, preso de la ira, pateó a Pushán en la boca ―que estaba comiendo la ofrenda― y lo dejó sin dientes.
En las varias versiones puránicas, el iracundo Shivá creó al monstruoso gigante Virabhadra con un mechón de su pelo enmarañado, y fue este quien le rompió los dientes a Pushán.
Por eso a Sivá se le conoce como Pushá Danta Jara (el que le quitó los dientes a Pushán) y como Pushá Asujrid (‘no muy querido por Pushán’, enemigo de Pushán, siendo a: partícula negativa, su: ‘muy’, jrid: ‘corazón’, querido’).
En el Majábharata al dios de la lluvia Paryania se le llama Pushá Anushá (‘nacido después [hermano menor] de Pushá’) o Pusha Atmashá (‘nacido del alma [hijo, o hermano menor] de Pushá’).